# Сент-Марк, де Стефан
Стефан (Степан) де Сент-Марк (Марк, Сенкт-Марк, Сен-Марк) (Королевство Франция — 29 июня 1771, Феодосия) - французский дворянин, военный инженер на русской службе. Участник русско-турецкой войны 1768-1774 годов. Погиб при шурме крепости Кафа (Кефе), ныне Феодосия.
На русской службе, к 1769 году имел чин бригадира. Произведён в генерал-майоры с 1 января 1770 года. Стефан де Сент-Марк – один из руководителей инженерной подготовки осады и штурма турецкой крепости Бендеры 15 июля — 16 сентября 1770 года в 2-й русской армии П. И. Панина. Вместе с генералом Олсуфьевым возглавлял центральную штурмовую колону.
Возглавлял инженерную службу 2-й русской армии генерал-аншефа князя В. М. Долгорукого.  29 июня (10 июля) 1771 русские войска подошли к Кафе. После овладения русскими солдатами турецким ретраншементом перед стенами крепости Каффа, Сент-Марк во время разведки крепостной стены около моря подвергся нападению турецких солдат и погиб в бою. Был похоронен во дворе греческой церкви Введения во Храм Пресвятой Богородицы в Феодосии.
В Феодосии установили информационный знак, посвященный инженеру генерал-майору Сент-Марку. Информационную доску Клуб любителей истории Феодосии прикрепил на фасаде «Дома книги», улица Назукина, 1.